# St. Andreas (Herrlingen)

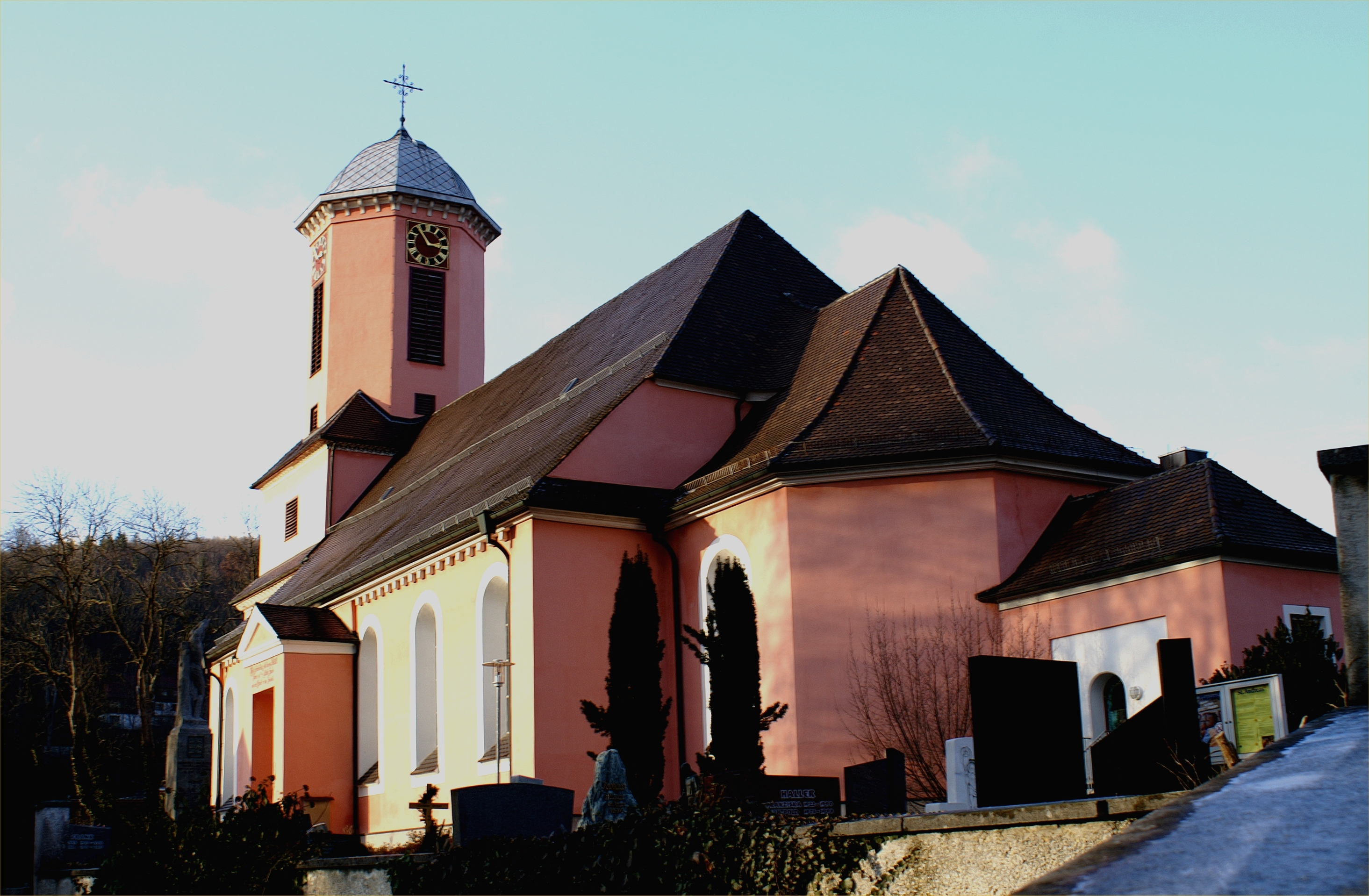
St. Andreas in Herrlingen

Die römisch-katholische Pfarrkirche St. Andreas steht in Herrlingen, einem Stadtteil von Blaustein im Alb-Donau-Kreis in Baden-Württemberg. Die Kirchengemeinde gehört zum Dekanat Ehingen-Ulm der Diözese Rottenburg-Stuttgart. Das Bauwerk ist beim Landesamt für Denkmalpflege Baden-Württemberg als Baudenkmal eingetragen.

## Beschreibung

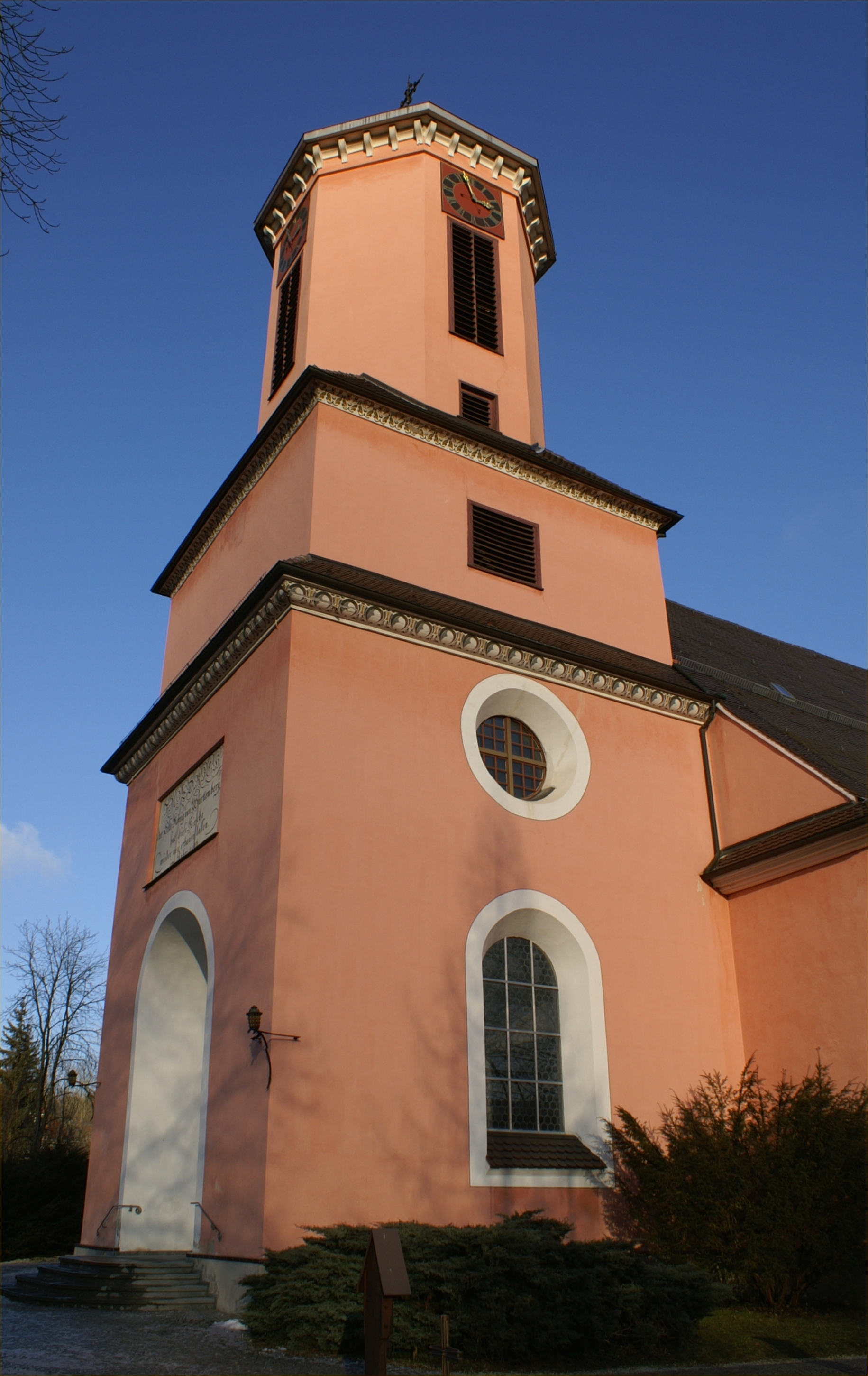
Turm der Andreaskirche in Herrlingen

Der frühgotische Vorgängerbau wurde wegen Baufälligkeit in den Jahren 1813/14 abgetragen. Danach wurde die heutige klassizistische Saalkirche gebaut und am 14. Oktober 1818 von Johann Baptist von Keller geweiht. Sie besteht aus einem Langhaus, einem eingezogenen, dreiseitig geschlossenen Chor im Osten, an dessen Stirnwand die Sakristei angebaut ist, und einem dreigeschossigen Fassadenturm im Westen, dessen oberstes achteckiges Geschoss die Turmuhr und den Glockenstuhl beherbergt, auf dem eine Glockenhaube sitzt. 
Der Innenraum ist mit Tonnengewölben überspannt. Zur Kirchenausstattung gehört ein Hochaltar, der aus der Kommende in Ulm stammt. Die Orgel wurde 1956 von Johannes Karl gebaut.